# أصلان بزانيا
أصلان جورجيفيتش بزانيا ((بالأبخازية: Аслан Гьаргь-иҧа Бжьаниа)‏، (بالجورجية: ასლან გიორგის-ძე ბჟანია)‏، (بالروسية: Аслан Георгиевич Бжания)‏؛ ولد في 6 أبريل 1963) سياسي أبخازي، ورئيسًا لأبخازيا منذ 23 أبريل 2020. كان رئيس جهاز أمن الدولة، وأحد قادة المعارضة في أبخازيا. واعتبر أفضل مُرشح في الانتخابات الرئاسية في يوليو 2019. تم إدخاله إلى مستشفى في موسكو في حالة خطيرة في أبريل 2019، مع وجود جرعة كبيرة من الزئبق والألمنيوم في دمه، مما أدى إلى مزاعم بالتسمم لأسباب سياسية. بقي في المستشفى بسبب مشاكل في التنفس والكلام حتى مايو 2019. خاض الانتخابات الرئاسية لعام 2020، والتي أظهرت التقارير الأولية فوزه بها.

## النشأة
ولد بزانيا في 6 أبريل 1963 في قرية Tamysh، في منطقة أوشامشير. في عام 1985، تخرج من جامعة موسكو للسيارات وبناء الطرق.

## حياته المهنية
بين عامي 1991 و1993، عمل بزانيا في جهاز أمن الدولة في أبخازيا. وفي عام 1994، أصبح من رجال الأعمال في موسكو. في عام 1998، تخرج من أكاديمية الاقتصاد الوطني تحت رئاسة الاتحاد الروسي. بين 1 يناير 2009 و24 فبراير 2010، عمل بزانيا كمستشار للسفارة الأبخازية في موسكو.

## رئيس جهاز أمن الدولة (2010-2014)
في 23 فبراير 2010، بعد إعادة انتخاب الرئيس الأبخازي سيرغيه باغابش، عين بزانيا رئيسًا لجهاز أمن الدولة، ليحل محل أيوري أشوبا. بعد وفاة باغابش في عام 2011، أعاد خليفته ألكساندر أنكفاب تعيين بزانيا.

## الثورة والانتخابات الرئاسية 2014
في عام 2014، بعد ثورة مايو الثورة الأبخازية ضد أنكفاب أصبح بزانيا مرشح الحكومة المنتهية ولايته في الانتخابات الرئاسية اللاحقة لسنة 2014، حيث خاض الانتخابات مع أستان أجربا كنائب مرشح للرئاسة. تم ترشيح الثنائي من قبل مجموعة مبادرة في 2 يوليو، وحصل على دعم من الحزب السياسي Amtsakhara [الإنجليزية] ، في 21 يوليو، قدمت مجموعة من المواطنين التماساً إلى المحكمة العليا لإعلان عدم صلاحية تسجيل بزانيا، حيث ادعت أنه لم يستوف شرط الإقامة لمدة خمس سنوات، بعد أن عاش في موسكو حتى فبراير 2010. تم رفض القضية لأن قانون التقادم كان منتهية الصلاحية.
خسر بزانيا الانتخابات في الجولة الأولى لزعيم المعارضة راؤول خاجيمبا، وجاء في المركز الثاني بنسبة 35.88 ٪ من الأصوات.

## زعيم المعارضة
في 3 ديسمبر 2016، تم اعتقال بزانيا من قبل حرس الحدود الروس قبل عبور الحدود إلى أبخازيا. أثار هذا الحدث احتجاجات من قبل المعارضة الأبخازية التي زعمت أنه تم القبض على بزانيا بناء على طلب من السلطات الأبخازية. في 4 ديسمبر، طلب الرئيس راؤول خاجيمبا من السفير الروسي في أبخازيا تسهيل الإفراج عن بزانيا. في المساء، أُطلق سراح بزانيا وسمح له بعبور الحدود. وفي مؤتمر صحفي في 6 ديسمبر، صرح بزانيا بأنه ليس لديه دليل مباشر على تورط الحكومة الأبخازية، لكنه ادعى أنه أثناء احتجازه، اتصل به رجل يرتدي ملابس مدنية وقال إنه تلقى تعليمات بإبلاغه أنه يشكل تهديدًا لكل من الدولة الروسية والأبخازية. كما وصف كيف خضع للعديد من اختبارات الكحول والمخدرات، وكيف تعرض سلاحه والذخيرة ورخصته للتمحيص الدقيق.

### الانتخابات الرئاسية
في 2019 خاض بزانيا الانتخابات الرئاسية الأبخازية لعام 2019 [الإنجليزية]، انسحب من الانتخابات في 15 يوليو بسبب حادثة التسمم التي تعرض لها.
خاض الانتخابات الرئاسية الأبخازية لعام 2020 [الإنجليزية]، وأظهرت التقارير الأولية فوزه بنسبة 59٪ من الأصوات.